# 寄生负载
寄生负载是一个与电器或铁路机车相关的专业术语。在电器领域中，寄生负载指的是：即使电器在停止工作后，仍会消耗的能量，也就是待机功率。在铁路机车领域，则表示由机车（原动机）提供能量的负载或设备（该部分负载或设备不提供牵引力），例如空气压缩机、牵引电动鼓风机、散热器风扇等。

## 外部連結
- Trains Magazine website.